# Seznam danskih kemikov
Seznam danskih kemikov.

## B
- Olaus Borrichius
- Johannes Nicolaus Brønsted

## D
- Henrik Dam

## H
- Karl Albert Hasselbalch
- Ejnar Hertzsprung (1873 – 1967)

## K
- Johan Kjeldahl

## L
- Jens Christian Skou

## M
- Morten Meldal (1954 –) (Nobelova n. 2022)
- Christian Møller

## O
- Hans Christian Ørsted (1777 – 1851)

## S
- Jens Christian Skou (1918 – 2018) (Nobelova n. 1997)
- Søren Ped-er Lauritz Sørensen (1868 – 1939)

## W
- Curt Wentrup ?

## Z
- William Christopher Zeise